# Oksana Shvets
Oksana Oleksandryvna Shvets (en ucraniano: Оксана Олександрівна Швець; Kiev, Unión Soviética, 10 de febrero de 1955 - Kiev, Ucrania, 17 de marzo de 2022) fue una actriz ucraniana. Trabajó en el Teatro Académico Joven de Kiev desde 1980 hasta su muerte, y actuó en otros teatros, en el cine y en la televisión. En 1996 recibió el título de Artista de Mérito de Ucrania.

## Biografía
Se graduó en el estudio de teatro del Teatro Iván Frankó en 1975 y en la facultad de estudios teatrales de la Academia de Artes Teatrales I. K. Karpenko-Kary en 1986. Trabajó en el Teatro Musical y Dramático de Ternópil, y en el Teatro de la Sátira de Kiev. Entre 1980 y 2022, la actriz formó parte del conjunto del Teatro Académico Joven de Kiev desde su fundación.
Actuó en películas tales como Завтра буде завтра (Mañana será mañana), Таємниця Святого Патріка (El misterio de San Patricio) y en series como Дім з ліліями (Casa con lirios) y Повернення Мухтара (Vuelve Mukhtar).
Falleció en un bombardeo de un edificio residencial de Kiev por parte de fuerzas rusas durante la invasión rusa de Ucrania en 2022.